# Jan Magnussen

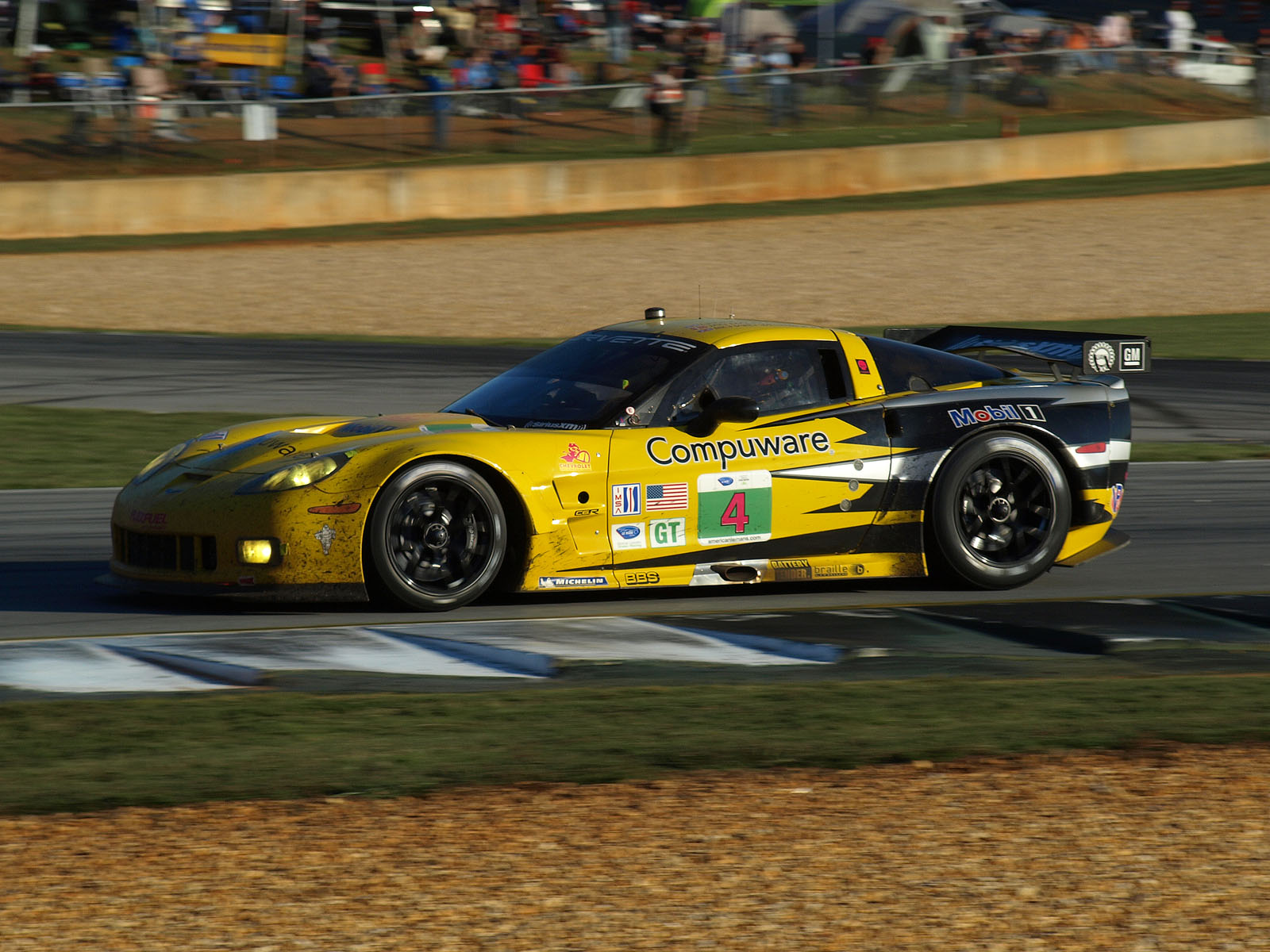
Jan na Petit Le Mans 2011.

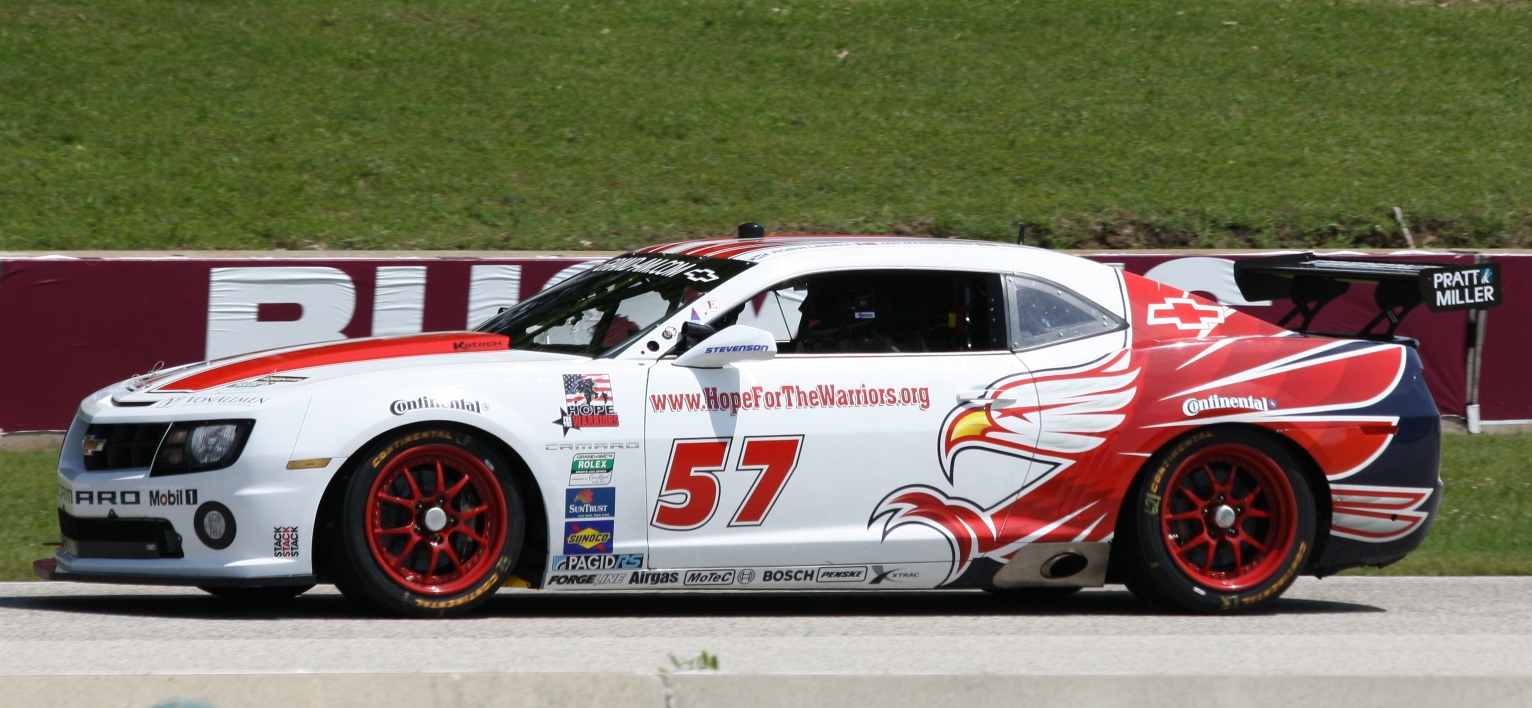
Jan competindo em Road America 2011

Jan Ellegaard Magnussen (Roskilde, 4 de julho de 1973) é um piloto dinamarquês de automobilismo.
Esteve na Fórmula 1 em 1995 e de 1997 até 1998, onde pontuou num Grande Prêmio em 25 disputados. Desde 2004, é piloto oficial da equipe Corvette, competindo nas corridas de resistência, onde conseguiu muito sucesso na classe Gran Turismo. Venceu nas 24 Horas de Le Mans de 2004, 2005, 2006 e 2009, nas 24 Horas de Daytona de 2015, as 12 Horas de Sebring de 2006, 2008 2009, 2015 e 2017, e na Petit Le Mans en 2004, 2005, 2008 e 2010. Além disso, obteve o campeonato da classe GT1 da American Le Mans Series 2008, o campeonato de GT en 2013 e o campeonato de GT Le Mans da IMSA SportsCar Championship em 2017 e 2018.
Além disso, nas corridas de carros de turismo, foi três vezes campeão de Dinamarca em 2003, 2008 e 2012. Também conseguiu vitórias no Deutsche Tourenwagen Meisterschaft. O seu filho, Kevin Magnussen, é piloto da Fórmula 1.

## Carreira

### Início
Magnussen começou a correr aos 11 anos, no kart. No ano seguinte, é campeão do esporte em seu país, na categoria Minipop. É o início de uma série de títulos. Em 1986, ele sobe de categoria no kart e é campeão da POP 2 na Dinamarca, e em 1987, é Campeão Mundial de Kart na categoria Júnior. Em 1988, fica parado, mas volta em 1989, sendo novamente campeão mundial de kart.
Em 1990, Magnussen é campeão escandinavo, finlandês e mundial de Fórmula K. Em 1991, é vice campeão de Fórmula K na Escandinávia. Faz um treino de Fórmula Ford, no final do ano, na pista de Jyllands-Ringen. Em 1992, Jan estreia na Fórmula Ford 1600, terminando em terceiro lugar, com 7 vitórias. Dessas, a mais importante foi a vitória do Festival de Fórmula Ford em Brands Hatch, o mais importante da categoria. Em 1993, disputa os campeonatos europeu e inglês de Fórmula Vauxhall, com resultados medianos: quatro vitórias nas duas categorias. Nesse mesmo ano, disputa duas corridas de Fórmula 3 pela equipe de Paul Stewart, filho de Jackie Stewart, tricampeão do mundo de F-1. Termina as duas corridas no pódio, em Truxton.
Em 1994, disputou a temporada inteira de Fórmula 3, e "liquida a fatura" sobre os outros pilotos: foram 14 vitórias em 18 corridas, inclusive chegando em segundo no GP de Macau, o mais importante da categoria - superando uma marca de Ayrton Senna. No final do ano, é contratado pela McLaren como piloto de testes para 1995, mas chega a testar um carro da equipe em Estoril, em novembro de 1994, aos 21 anos.

### Turismo alemão, Fórmula 1 e CART
Para 1995, ele também é contratado pela Mercedes, fornecedora de motores da Mclaren, para disputar o DTM, o Campeonato de Turismo Alemão, e o Campeonato Mundial, o ITC. Com um Mercedes-Benz Classe C, Jan venceu uma corrida em Estoril e obteve seis pódios. No meio do ano, ele sofre um acidente de moto e fica de fora de algumas corridas. Tornou-se vice-campeão no campeonato internacional, enquanto no campeonato alemão, concluiu oitavo.
No fim do ano, disputa o Grande Prêmio do Pacífico, substituindo Mika Häkkinen, após seu acidente em Adelaide. Uma estreia razoável: termina em décimo.
Apesar de ser melhor em monopostos, Magnussen continua no ITC em 1996. Começa bem, com uma vitória em Hockenheim, mas uma série de abandonos relega o dinamarquês à décima posição no campeonato. No final do ano, é chamado pela Hogan Racing para disputar algumas corridas na extinta CART, substituindo o lesionado Emerson Fittipaldi, mas sem grandes resultados.
Em 1997, Jackie e Paul Stewart fundam a Stewart Grand Prix, e Jan é contratado pela equipe para formar dupla com o brasileiro Rubens Barrichello. O promissor dinamarquês, tido como "o novo Senna", finalmente fez sua estreia definitiva na F-1. Mas a realidade é outra. É seguidamente batido por Barrichello, e seu melhor resultado é o sétimo lugar em Mônaco, ofuscado pelo segundo lugar de Rubinho. Se destaca na Áustria, onde se classifica em sexto e se mantém em quarto por várias voltas, até o carro quebrar. É quando as críticas e as pressões por resultados melhores começam. Jan não lembrava em nada o "triturador de adversários" da F-3.
Em 1998, um início semelhante. Jan, sempre derrotado por Barrichello, tem como melhor resultado o sexto lugar no Canadá, seu único ponto na F1. Depois dessa corrida, é demitido da Stewart.
Jan, sem perspectivas de voltar à categoria-mor do automobilismo, retorna à CART em 1999, pela Patrick Racing, substituindo P. J. Jones, tendo como melhor resultado o sétimo lugar em Vancouver.

### Corridas de resistência

#### Panoz e Prodrive
Magnussen foi contratado pelo Panoz em 1999 para dirigir um Panoz GTR-1 oficial junto Johnny O'Connell na serie recém-criada, American Le Mans Series. Conseguiu uma vitória e quatro pódios, ficando sexto no campeonato de pilotos da classe LMP. Em 2000, junto com David Brabham, ganha uma corrida, as 1000 quilômetros de Nürburgring, e sobe ao pódio mais 5 vezes, dirigindo um Panoz LMP-1 Roadster S, concluindo oitavo no campeonato. Em 2001, Jan ganha 2 corridas, em Portland e Mid-Ohio, e três pódios adicionais, se colocando quinto no campeonato da classe LMP900. Na temporada 2002, dirigiu o Panoz LMP01 Evo, na qual conseguiu duas vitórias mas somente mas um pódio, ficando na oitavo posição no campeonato de pilotos de LMP900.
Além disso, Magnussen participou das 24 Horas de Le Mans com Panoz quatro vezes. No entanto, seu melhor resultado foi um 11º lugar em 1999.
Magnussen mudou para os gran turismos em 2003, dirigindo uma Ferrari 550 da Prodrive para competir na American Le Mans Series. Correria junto com Brabham, e venceu em 2 corridas e cinco pódios. No entanto, não pôde participar em duas corridas e concluiu sexto no campeonato de pilotos de GTS, enquanto o australiano ficou vice-campeão. Enquanto, disputou as 24 Horas de Le Mans com um Audi R8 LMP de Goh junto Marco Werner e Seiji Ara, concluindo quarto na classificação geral.

#### Chevrolet
Entre 2004 e 2006 Magnussen dirigiu um Chevrolet Corvette oficial, acompanhado Oliver Gavin e Olivier Beretta nas corridas mais longas da American Le Mans Series e as 24 Horas de Le Mans. Obteve vitorias da classe GTS / GT1 nas 24 Horas de Le Mans em 2004, 2005 e 2006. Também ganhou em Petit Le Mans 2004 e 2005 e as 12 Horas de Sebring 2006.
Paralelamente, nesse tempo Magnussen disputou a Grand-Am Rolex Sports Car Series. Em 2004 Magnussen dirigiu um Doran-Lexus, obtendo uma vitória e uma segunda posição. No ano seguinte, concluiu na nona posição geral nas 24 Horas de Daytona da serie Grand-Am com um Doran-Pontiac, enquanto, na classe GT disputou seis corridas, ganhando em três com um Pontiac GTO de The Racers Group. Disputou as 24 Horas de Daytona de 2006 pela equipe The Racers Group, chegando 13º na classe GT. Logo, acompanhou Wayne Taylor e Max Angelelli em sete fechas da serie Rolex Sports Car Series da classe DP. Obteve uma vitoria, um segundo lugar e três quartos dirigindo um Riley-Pontiac de SunTrust.
Graças ao seu desempenho em Corvette em 2007 Magnussen substituiu Ron Fellows como companheiro de Johnny O'Connell na equipe. Entre 2007 e 2008 os dois Corvette eram os únicos participantes regulares do campeonato na classe GT2. Magnussen ficou vice-campeão em 2007 com três vitórias e campeão em 2008 com oito vitórias.
Na Grand-Am Magnussen correu oito corridas para a equipe SunTrust em 2007, onde obteve duas vitórias, um segundo posição e dois terceiros. No ano seguinte participou de três corridas, incluindo as 24 Horas de Daytona, com um Pontiac G6 da classe GT com Banner.
Em 2009, na American Le Mans Series o dinamarquês ganhou as 12 Horas de Sebring e abandonou em Long Beach. A equipe deixou a classe GT1 e não participou de varias corridas, já que estavam desenvolvido os dois Corvette da classe GT2, uma categoria mais competitiva que o GT1. No seu regresso conseguiu uma vitória e quatro pódios, que foi suficiente para finalizar na décima posição no campeonato de pilotos de GT. Enquanto, nas 24 Horas de Le Mans, ganharam na classe GT1, o que foi a ultima corrida do Corvette GT1. Pelo outra parte, concluiu quarto na classe GT das 24 Horas de Daytona, correndo com um Pontiac G6 de Banner.
Na temporada 2010 da American Le Mans Series, Magnussen ganhou em Petit Le Mans, e chegou ao pódio mais duas vezes, mudando de companheiro da equipe para duas corridas finais, sendo Oliver Gavin o integrante da dupla. O dinamarquês ficou oitavo no campeonato de pilotos de GT. Também correu seis corridas da serie Grand-Am con um Chevrolet Camaro de Stevenson, obtendo um segundo lugar na classe GT, sendo um deles nas 24 Horas de Daytona. Em 2011, Magnussen seguiu junto Gavin na American Le Mans Series na equipe oficial Corvette. Obteve uma vitória, quatro pódios e 8 top 5, mas, não serviu para ficar com o campeonato, sendo vice-campeão face o dupla de BMW, Dirk Muller e Joey Hand. Além disso, participo em oito corridas da classe GT da serie Grand-Am para Stevenson, obtendo uma vitória.
Magnussen teve um novo companheiro para a temporada 2012, o Antonio García. Começou obtendo quatro segundo lugares (um deles nas 12 Horas de Sebring) e um quarto nas primeiras cinco corridas, mas depois só obteve um segundo lugar no Petit Le Mans, ficando quinto no campeonato. Também chegou oitavo nas 24 Horas de Daytona, com um Corvette DP da equipe Spirit of Daytona.
No ano seguinte, Magnussen se sagrou campeão da American Le Mans, vencendo em três corridas e obtendo seis pódios. Além disso, disputou duas corridas da Rolex Sport Car Series com um Chevrolet Camaro de Stevenson, obtendo um sexta posição.
Em 2014, a American Le Mans Series e a Rolex Sports Car Series fundiram-se criando a IMSA SportsCar Championship, continuando com a equipe oficial Corvette junto a García. Acumulou quatro vitórias, ajudando o espanhol tornar-se terceiro na classe GTLM, mas, o dinamarquês ficou em décimo segundo porque não pode participar numa corrida. No ano seguinte, Magnussen venceu nas 24 horas de Daytona e nas 12 Horas de Sebring. Com quatro pódios, ficou quarto no campeonato de pilotos de GTLM. Em 2016 obteve uma vitória e cinco pódios, concluindo quinto na IMSA SportsCar Championship.
Em 2017, Magnussen obteve três vitórias (incluindo as 12 Horas de Sebring), cinco pódios e onze chegadas entre os cinco primeiros, ficando com o campeonato de pilotos. Apesar de não ganhar em toda a temporada 2018, Magnussen acumulou oito pódios, ganhando o campeonato de pilotos da classe.
O dinamarquês seguiu correndo nas 24 Horas de Le Mans a partir de 2010 com o Chevrolet Corvette na classe GT2 (GTE-Pro a partir de 2011). Ficou segundo de classe em 2014, terceiro em 2017 e quarto em 2013 e 2018.

### Turismos e outras competições
Em 2001, fez sua estreia no Campeonato Dinamarquês de Carros de Turismo, terminando quinto com um Peugeot 306 vencendo em três corridas. Magnussen sagrou-se campeão da competição em 2003 com seis vitorias num Peugeot 307, e em 2008 com oito vitórias num BMW 320si. Também ficou vice-campeão em 2005 com um Toyota Corolla, e em 2006 e 2009 com um BMW 320si.
Após de que o campeonato dinamarquês fundiram com o campeonato sueco para formar o Campeonato Escandinavo do Carros de Turismos, Magnussen passou competir na Camaro Cup em 2011 e 2012. Magnussen uniu-se o novo campeonato dinamarquês, o Danish Thundersport Challenge em 2012. Nesse ano, sagrou-se campeão com cinco vitórias, dirigindo um Chevrolet Camaro. Também concluiu vice-campeão no campeonato em 2014 e 2017, e terceiro em 2015.
Magnussen foi convidado para disputar os 1000 quilômetros de Bathurst 2003 do V8 Supercars com um Holden Commodore de Dynamic. Junto a Nicolas Minassian, chegou 11º a três voltas do vencedor. Em 2011, voltou a competir na competição, competindo no Grande Prêmio de Surfers Paradise com um Holden Commodore de Paul Morris, sendo companheiro da equipe Russell Ingall; na primeira corrida foi 22º, enquanto na segunda chegou na oitava posição.
O dinamarquês participou do Grande Prêmio de Macau do Campeonato Mundial de Carros de Turismo com un BMW Serie 3 de RBM, mas abandonado na dois corridas.
Fez seu estreia nos stock cars disputando a corrida de Sears Point da NASCAR Cup Series 2010 com um Chevrolet da equipe Phoenix, chegando 12º.